# Maraton filmowy
Maraton filmowy − szereg projekcji filmów połączonych w jedną prezentację. Wspólnym tematem może być osoba twórcy, aktora, miejsca powstania dzieł czy różnie rozumiana tematyka (np. męski maraton filmowy, maraton filmów nurkowych, nocny maraton filmowy z Woody Allenem).
Sieci kin organizują nocne maratony filmowe, na których filmy wyświetlane są w późnych godzinach nocnych.